# Tahltan
Die Tahltan, historisch oftmals auch Nahanni genannt, sind eine First Nation der nördlichen Athabasken im Nordosten von British Columbia in Kanada. Heute leben die meisten Tahltan im Gebiet rund um drei Gemeinden: Telegraph Creek (Tlego’īn husłīn / Tlegohin), den Dease Lake (Tatl ah) und Iskut (Łuwe Chōn / Tuwe chon) lebt. Im Dezember 2008 erkannte das Department of Indian Affairs and Northern Development 1.668 Menschen als Angehörige der Tahltan an.

## Name
Zusammen mit den kulturell und sprachlich eng verwandten Kaska Dena und Tagish die zwischen dem Yukon River und Mackenzie River sowie im Tal des Liard River lebten, wurden die Tahltan früher oft als Nahanni oder Nahani Dene („People Over There Far Away“) bezeichnet.
Da jedoch auch so verschiedene Völker wie die T'aaku Kwáan der Tlingit (Lingit), die Pelly River Northern Tutchone, die Tsetsaut (Wetaɬ) sowie die Sekani (Tsek’ene) und Daneẕaa als Nahanni bezeichnet wurden, ist es oft schwierig in den historischen Quellen die einzelnen Stämme voneinander zu unterscheiden.
Zudem wurden die Tahltan, zusammen mit den Kaska Dena und Tagish auch als (Mackenzie) Mountain Peoples bezeichnet – wobei hier meistens jedoch die Shita Got'ine (Mountain Dene) der North Slavey (Sahtu Dene) sowie manche Gruppen der South Slavey (Deh Cho Dene) gemeint waren.

## Stammesgebiet
Die Tahltan betrachten sich als die ersten Bewohner des Stikine River. Ihr Territorium umfasste ungefähr 242.163 km² (93.500 sq.mi., mi²) im heutigen Nordosten von British Columbia und reichte von den Coast Mountains im Westen bis in die tiefer gelegenen borealen Nadelwälder in Yukon im Norden, im Osten bis zu den (nach den Kaska Dena benannten) Cassiar Mountains und umfasste im Süden die Oberläufe des Nass River und Skeena River; weitere wichtige Flüsse innerhalb ihres Stammesgebiets neben dem Stikine River sind der Iskut River, Klappan River und Dease River.

## Gesellschaft
Die Tahltan besaßen bezüglich der vorherrschenden Heiratsregeln, Erbschaft, Verwandtschaft sowie der damit verbundener politischer Macht eine matrifokale sowie matrilineare Gesellschaft und waren zudem – wie viele Nördliche Athabasken ebenfalls – in zwei exogame Clans bzw. es-dah-tsehi unterteilt (die wiederum sich in mehrere Subclans gegliedert waren), die durch unterschiedliche Totems (Gruppenabzeichen) voneinander abgegrenzt wurden:
- Tsesk'iya / Tses' Kiya / Tceskea / Cheskie Clan (Krähen, exakt: Raben Clan) – von den Tlingit als Katcede genannt
- Ch'ioyone / CheYonne / Tseone / Chiyone Clan (Wolf Clan) – von den Tlingit Taxtlowede genannt

Da sie glaubten, dass jeder Clan von einer gemeinsamen Stammmutter abstammen würde, erlaubten ihre Heiratsregeln keine Heiraten innerhalb des gleichen Clans und waren tabu. Daher waren sie gezwungen ihre zukünftigen Ehepartner außerhalb ihres eigenen Clans innerhalb ihrer Band oder Stammesgruppe oder unter ebenfalls in matrilineare Clans organisierten benachbarten Völkern zu suchen, so dass diese gegenseitigen exogamen Heiraten zwischen zwei (oder mehreren) Bands einerseits zur Festigung der gemeinsamen Identität innerhalb der Tahltan führte andererseits auch zur Grundlage umfassender Allianzen zwischen (wie bei den Athabasken und Tsimshian sogar ethnisch und sprachlich) verschiedenen Völkern wurden (siehe Frauentausch) – so führten sich mehrere Familien der Tahltan ganz oder teilweise auf Tlingit zurück.
Die Tahltan waren in mehrere Bands / Familiengruppen bzw. ja sini unterteilt, die sich wiederum in Lokalgruppen, bestehend aus mehreren Familien, gliederten. Jede Familiengruppe gehörte jeweils einem der beiden Clans an und führte sich daher jeweils auf eine gemeinsame Stammmutter zurück. Die jeweilige Clanzugehörigkeit ist jedoch heute teilweise umstritten, da durch die zwangsweise Assimilierung sowie die damit verbundene fast vollständige Aufgabe der eigenen Sprache und Tradition, diese selbst durch die Tahltan nicht mehr genau rekonstruiert werden kann. Nachfolgende Angaben sind der Website der Dease Lake Community, einer der Gemeinden der Tahltan, entnommen (abweichende Einordnungen werden kursiv und eingerückt vermerkt):
Krähe / Rabe
1. Iskahititoten / Tudenekoten (auch Ilkaihitoten, Edditoten / Edaxhoten (Teit), Tich’an’oten (Thorman) oder Stikine Tahltan genannt; heute gebräuchliche Bezeichnung: Iskahigotine bzw. Edatigotine)[4]
2. Naloten (Teit, auch Nahlodeen (Thorman) oder Narlotin (Emmons 1911) genannt; heute gebräuchliche Bezeichnung: Nahlotin)
3. Nawthcoten / Naskoten
  1. Kartchottee (Emmons 1911, wird heute allgemein mit den Iskahititoten / Tudenekoten gleichgesetzt)

Wolf
1. Tl'abanōt'īne / Klawbonoten (auch Klappanoten, Tlepanoten (Teit), Thlegtodeen /Tlogoten (Thorman) oder Klabbahnotin (Emmons 1911) genannt; heute gebräuchliche Bezeichnung: Tlepanotin bzw. Klogotine)
2. Tagishquan / Tagicotena (auch Tagicoten / Nakagotin (Teit) genannt)
3. Tahlo-k'ōt'īne / Talarkoteen (auch Talakoten (Teit), Tahlagoteen (Thormann) oder Talarkotin (Emmons 1911); heute gebräuchliche Bezeichnung: Tahlogotin)
4. Nanaai / Nanyiee (Teit, Emmons 1911, auch Shutin (Thorman) genannt; heute gebräuchliche Bezeichnung: Nana’a / Nanga’ai)
  1. Tl'abanōt'īne / Klawbonoten (werden manchmal dem Raben Clan zugerechnet)
  2. Tagishquan / Tagicotena (werden manchmal dem Raben Clan zugerechnet)
  3. Tuckclarwaydee / Tucklarwaytee (Emmons 1911, auch Naskoten (Teit), Nassgodeen (Thorman) genannt; heute gebräuchliche Bezeichnung: Tlkowedi; diese Familiengruppe (Band) wird entweder als Gründer des Wolfs-Clans oder zumeist als Originalstamm aller Tahltan angesehen)

Jede einzelne Familie wählte ihr Oberhaupt, das für sie nach innen sowie nach außen, ihre Interessen vertreten sollte. Zudem wurde innerhalb jeder Familiengruppe bzw. Band der Anführer oder Clanhäuptling des jeweiligen Clans gewählt; der Häuptling des Krähen/Raben-Clans wurde Nonnock oder Nan-nok und der für den Wolf-Clan Kentai. Als europäische Seuchen die Bevölkerung der Tahltan drastisch reduziert hatten, wurde entschieden, dass nunmehr der Nonnock des Krähen/Raben-Clans der Iskahigotine / Edatigotine gegenüber Europäern und anderen Stämmen die Angelegenheiten aller Tahltan zu vertreten hätte.

## Geschichte
1824 erkundete Samuel Black von der Hudson’s Bay Company (HBC) die Region, um die zwischen den nordwestlichen Indianerstämmen bestehenden Handelsbeziehungen für den Pelzhandel zu nutzen. Zwischen 1832 und 1838 schleppten vermutlich infizierte Tlingit erstmals die Pocken ein.
1834 kam John McLeod von Fort Halkett über den Liard River und entdeckte den Dease Lake. Zwar erreichte er über die Handelspfade der Indianer den Stikine River, doch gelang es ihm nicht, Handelskontakte mit ihnen aufzubauen. 1838 errichtete der Pelzhändler Robert Campbell, ein Angestellter der HBC, den Handelsposten Lake House am Ufer des Dease Lake. Ihm gelang es 1838 Kontakte mit den Tahltan aufzunehmen. Der See wiederum wurde 1834 nach dem Chief Factor Peter Warren Dease benannt. Die Handelsstation spielte eine Rolle im lokalen Pelzhandel, doch musste sich Campbell mit seiner Gruppe zunächst nach Fort Halkett zurückziehen. Erst 1839 einigten sich die Briten mit den russischen Händlern gegen Abgabe von 2000 Otterpelzen pro Jahr und die Verpflichtung, russische Händler zu verproviantieren, auf ein Abkommen, das der HBC die Region öffnete. 1840 benannten sie das Fort auf Wrangell Island in Fort Stikine, und errichteten ein weiteres am Taku River.
Damit gerieten sie jedoch mit den Tlingit in Konflikt, die ihren Handel gestört sahen. Sie zwangen die Briten, ihren Handel auf die Küste zu beschränken und handelten selbst mit den Tahltan, mit denen sie intensive Kontakte pflegten. Dabei verdrängten die nun eintreffenden Metallwaren die traditionellen Werkzeugmaterialien Knochen, Geweih und Obsidian. Auch übernahmen die Tahltan Kulturelemente der dominierenden Tlingit. 1847 bis 1849 traf die Tahltan, deren Zahl auf 1.000 bis 1.500 geschätzt wurde, eine erneute Pockenepidemie, die wohl nur 300 bis 325 von ihnen überlebten. Mehrere Fischfangplätze mussten aufgegeben werden, und die kulturell führenden Köpfe waren der Katastrophe zum Opfer gefallen.
1861 lösten Goldfunde am Stikine, die Choquette und Carpenter machten, den Goldrausch von Cassiar aus. Captain William Moore brachte im nächsten Jahr die Goldsucher von Wrangel ins Hinterland. Obwohl die meisten angesichts geringer Goldvorkommen bereits im Herbst wieder abzogen, übernahm Gouverneur James Douglas eilig die Kontrolle über die neu eingerichtete Stikine-Region.
Als die Western Union oder Collins Overland Telegraph Company eine Telegrafenlinie errichten wollte, um über Nordasien Amerika mit Europa zu verbinden, fanden 1866 kartographische Unternehmungen statt. Daher erhielt der Telegraph Creek seinen Namen. Das Unternehmen wurde jedoch abgebrochen, als 1867 das erste Unterseekabel im Atlantik erfolgreich verlegt worden war.
1873 kam es zu neuen Goldfunden am Thibert Creek, unweit des Dease Lake, durch Thibert und McCullough. Diesen Funden folgte 1874 der Cassiar Gold Rush. Die Goldgräber landeten in Glenora, wo John C. Calbraith von der HBC einen Laden für ihren Bedarf eröffnete, und sie gingen über Land zum Dease-See. Captain Moore erhielt die Erlaubnis, entlang des alten Handelspfades einen Weg zu bauen. Die Tahltan litten unter neuen Krankheiten, wie Masern, dazu kamen Auseinandersetzungen mit den Goldgräbern. Die Zahl der Tahltan ging weiter zurück, und schließlich beschlossen sie, gemeinsam an einem Ort zu wohnen, nicht mehr klanweise getrennt. Zugleich riss der Handel mit den Tlingit ab, deren Monopol zusammenbrach.
Mit dem Klondike-Goldrausch kamen Tausende von Goldsuchern nach Norden, allein im Winter 1897 auf 1898 kampierten 3.000 bis 3.500 von ihnen in Glenora. Telegraph Creek, das die Schifffahrt auf dem Stikine mit dem Norden verband, wurde 1897 mit Atlin verbunden. Das Dampfboot Lady of the Lake verkehrte auf dem Dease-See.
Die Tahltan verdingten sich als Träger und tauschten Pelze gegen Nahrungsmittel. Die bisher um starke Abgrenzung bemühten Tahltan bzw. deren Frauen heirateten häufiger weiße Männer. Zudem kamen 1896 mit Bischof Ridley von der Anglikanischen Diözese von Caledonia die ersten Missionare zu den Tahltan. Er sandte 1897 Reverent F.M.T. Palgrave, der eine erste Missionsstation in Tahltan Village einrichtete. Palgrave, der bis 1901 blieb, fertigte umfangreiche Aufzeichnungen über die Sprache der 225 verbliebenen Tahltan an. Sein Nachfolger wurde T.P.W. Thorman, der ein Missionshaus und eine bis heute bestehende Kirche errichten ließ. Er taufte 50 Tahltan, musste aber mangels Geldmitteln den Ort 1903 verlassen.
Er wurde jedoch noch im selben Jahr durch den Presbyterianer Dr. F. Inglis ersetzt. Er kam nach Telegraph Creek und errichtete eine Grundschule (elementary school). 1910 kam Thorman zurück, und er unterrichtete, zusammen mit seinem Sohn Fred 15 Kinder bis 1912.
1910 wandten sich die Tahltan mit einer Declaration of the Tahltan Tribe gegen die befürchtete Umwandlung von Reservatsland in Kronland. Unterzeichner waren Häuptling Nanok und 80 Stammesangehörige. Der Ethnologe James Teit wurde Mitgründer der Friends of the Indians und handelte im Auftrag der Allied Tribes of British Columbia. Darüber beschwerten sich die Thormans, die noch eine weitere Generation lang eine Mission betrieben, die 1952 geschlossen wurde.
1931 schlug die Straßenbaukommission den Bau des Pacific Yukon Highways vor, der Washington und Alaska miteinander verbinden sollte, und für den 1939 eine Asphaltdecke vorgesehen war. Die Hauptverkehrsader ist bis heute der British Columbia Highway 37, der aber auch dem Schiffsverkehr auf dem Stikine 1972 ein Ende setzte. Die Straßenbauten brachten neue Siedler nach Norden und man zwang die Tahltan in Telegraph Creek zu wohnen. Ihre Kinder mussten die örtlichen Schulen besuchen, traditionelle Techniken wurden zunehmend verdrängt, wie etwa Fischfallen und -wehre durch Netze.

## Sprache
Ihre Sprache, das Tahltan (Tāłtān ẕāke), Dahdzege oder didene ẕake ist eine schlecht dokumentierte Nordathapaskische Sprache im Nordwesten von Kanada. Tahltan steht sprachlich dem benachbarten Kaska (Dene Zágéʼ) der Kaska Dena und dem Tā̀gish (Den k’e) der Tagish so nahe, so dass einige Linguisten behaupten, Tahltan sei eine Sprache mit drei divergierenden, aber gegenseitig verständlichen Dialekten (Mithun 1999). Die Zahlen unten belaufen sich auf Poser (2003):
1. Tahltan (Tałtan ẕāke), Dahdzege oder didene ẕake (geschätzte 35 Sprechende)
2. Kaska oder Dene Zágéʼ (geschätzte 400 Sprechende)
3. Tā̀gish oder Den k'e (geschätzte 2 Sprechende)

Andere Linguisten betrachten diese als verschiedene Sprachen.

### Klänge

#### Konsonanten
Die 45 Konsonanten des Tahltan:
|                |                 | bilabial | interdental | dental         | dental   | post-alveolar | palatal | velar | velar | uvular | glottal |
| centrale       | lateraler       | bilabial | interdental | nicht labialer | labialer | post-alveolar | palatal |       |       | uvular | glottal |
| Verschlusslaut | nicht aspiriert | p        |             | t              |          |               |         | k     | kʷ    | q      |         |
| Verschlusslaut | aspiriert       |          |             |                |          |               |         | kʰ    | kʷʰ   | qʰ     |         |
| Verschlusslaut | ejektiv         |          |             |                |          |               |         | k’    | k’ʷ   | q’     | ʔ       |
| Affrikate      | nicht aspiriert |          | tθ          | ʦ              | tɬ       | ʧ             |         |       |       |        |         |
| Affrikate      | aspiriert       |          | tθʰ         | ʦʰ             | tɬʰ      | ʧʰ            |         |       |       |        |         |
| Affrikate      | ejektiv         |          | tθ’         | ʦ’             | tɬ’      | ʧ’            |         |       |       |        |         |
| Nasale         | nicht labial    | m        |             | n              |          |               |         |       |       |        |         |
| Nasale         | glottal         |          |             | n’             |          |               |         |       |       |        |         |
| Frikative      | stimmlos        |          | θ           | s              | ɬ        | ʃ             | ç       | x     | xʷ    | χ      | h       |
| Frikative      | stimmhaft       |          | ð           | z              | ɮ        | ʒ             |         | ɣ     | ɣʷ    | ʁ      |         |
| Approximanten  |                 |          |             |                |          |               | j       |       | w     |        |         |

#### Phonologische Prozesse
- Abflachen der Vokale
- konsonantische Harmonie
- Nasalisierung der Vokale
- Auflockerung der Vokale

## Bibliografie
- Eung-Do Cook: Stress and related rules in Tahltan. In: International Journal of American Linguistics. 38, 1972, S. 231–233.
- Adamantios Gafos: The articulatory basis of locality in phonology. Garland Publishing, New York 1999, ISBN 0-8153-3286-6. (Revised version of the author's Doctoral dissertation, Johns Hopkins University).
- Margaret F. Hardwick: Tahltan phonology and morphology. Unpublished M.A. thesis, University of Toronto, Ontario 1984.
- Marianne Mithun: The languages of Native North America. Cambridge University Press, Cambridge 1999, ISBN 0-521-29875-X.
- Hank Nater: Some comments on the phonology of Tahltan. In: International Journal of American Linguistics. 55, 1989, S. 25–42.
- William J. Poser: The status of documentation for British Columbia native languages. Yinka Dene Language Institute Technical Report (No. 2). Yinka Dene Language Institute, Vanderhoof, British Columbia 2003.
- Patricia Shaw: Consonant harmony systems: The special status of coronal harmony. In: C. Paradis, J.-F. Prunet (Hrsg.): The special status of coronals: Internal and external evidence. (= Phonetics and phonology. 2). Academic Press, San Diego 1991, ISBN 0-12-544966-6, S. 125–155.